# ایو بست
 ایو بست (انگلیسی: Eve Best؛ زادهٔ ۳۱ ژوئیهٔ ۱۹۷۱) یک هنرپیشه اهل بریتانیا است.
از فیلم‌ها یا برنامه‌های تلویزیونی که وی در آن نقش داشته است می‌توان به سخنرانی پادشاه و خاندان اژدها اشاره کرد.